# Michael Joseph Quin
Pour les articles homonymes, voir Quin.
Michael Joseph Quin (1796-1843) est un journaliste irlandais, fondateur de la Dublin Review, et auteur de plusieurs récits de voyage.
Il meurt d'une maladie des poumons et est inhumé au cimetière des Anglais à Boulogne-sur-Mer

## Ouvrages sélectifs
- A Visit to Spain (1823)
- Memoirs of Ferdinand VII (1824)
- The Trade of Banking in England (1833)
- A Steam Voyage down the Danube. With Sketches of Hungary, Wallachia, Servia, and Turkey (1835)
  - Traduction française de Jean-Baptiste Eyriès : Voyage sur le Danube : de Pest a Routchouk, par navire a vapeur, et notices de la Hongrie, de la Valaquie, de la Servie, de la Turquie et de la Grèce, Paris, Arthus Bertrand, libraire-éditeur, 1836, 385 p. (lire en ligne)
- Petra (1839)
- Steam Voyages on the Seine, the Moselle and the Rhine (1843)